# Chocolate com pimenta
Chocolate com pimenta (in italiano "Cioccolato con pepe") è una telenovela brasiliana trasmessa e prodotta da TV Globo. È stata trasmessa come telenovela delle sei, un tipo di telenovela avente una trama semplice, dall'8 settembre 2003 al 7 maggio 2004, ed è stata replicata nel 2006 e nel 2012.

## Trama

### Prima parte
1922. Ana Francisca è una ragazza dolce, ma si veste con vestiti fuori-moda, ha un'acconciatura all'antica e ha una montatura d'occhiali pesante, perciò è considerata una ragazza brutta. Vive nel sud del Brasile insieme ai genitori. Ma i suoi genitori vengono uccisi da banditi e lei per salvarsi è costretta a fuggire presso dei parenti che vivono a Ventura. A Ventura vivrà con la nonna con i zii e con i cugini, e diventa amica di Celina una ragazza dolce e gentile che vive con suo padre e sua sorella, di nome Graça e sua madre è morta precocemente. Celina e Graça amano lo stesso uomo, il romantico avvocato Guilherme.
Ana, per contribuire alle spese di casa, il pomeriggio dopo la scuola lavora come donna delle pulizie presso la fabbrica di cioccolato Bombom. Lì Ana diventa amica di Ludovico, il proprietario della fabbrica che in realtà inganna Ana fingendo di essere un operaio per spiare sua sorella Jezebel, che gestisce la fabbrica al posto suo a causa dei suoi problemi di salute, infatti tutti credono che lui sia a Buenos Aires per curarsi. Ana e Ludovico diventano migliori amici e lei vede in lui il padre che ha perso; Ludovico, vedendo Ana, è sorpreso del fatto che possano ancora esistere delle persone così buone come lei.
Come tutte le ragazze di Ventura, Ana studia nel collegio locale, lì viene presa in giro da tutti tranne che dalle sue amiche per il suo look all'antica.
Danilo è un playboy che ha avuto delle relazioni con tutte le ragazze della città, ma che dopo si è fidanzato con Olga. Danilo inizia a provare un'attrazione per lei e finisce per innamorarsene, così lascia Olga, che non accetta la fine della relazione ed è intenzionata a vendicarsi e ad umiliare in tutti i modi Ana.
Intanto Ana e Daniele hanno il loro primo rapporto, e lei rimane incinta.
Il giorno del ballo del collegio Olga, in collaborazione con Barbara, zia di Danilo fa cadere addosso ad Ana un secchio pieno di un liquido verde. Così tutti la prendono in giro e ridono di lei, e lei pensa che il colpevole dell'accaduto sia Daniele, così scappa da lui senza dirgli di essere incinta.
Va a raccontare tutto a Ludovico, e lui, commosso le rivela la sua vera identità. Ana perdona Ludovico, si sposano per evitare di lasciare il bambino senza un padre e si trasferiscono a Buenos Aires.

### Seconda parte
A Buenos Aires la vita di Ana cambia completamente, impara una nuova lingua straniera, partecipa a lezioni di danza e cambia la sua acconciatura e il suo abbigliamento diventando così molto più bella. Dà alla luce suo figlio, lo chiama Antonio ma il suo soprannome e Tonico. Sette anni dopo Ludovico muore perché non resiste al suo secondo infarto e così Ana, molto addolorata per la morte del marito, decide di tornare insieme a suo figlio Tonico a Ventura, intenzionata di vendicarsi di tutte le umiliazioni subite dagli abitanti.
La città di Ventura accoglie Ana molto onorevolmente, viene organizzato un ballo per lei. Alla festa del ballo lascerà tutto sotto shock, quella che prima era considerata un brutto anatroccolo adesso è una signora ben vestita che balla il tango. Alla festa annuncia che la fabbrica di cioccolato chiuderà per trasferirla a San Paolo. La notizia sconvolgerà gli abitanti di ventura perché la fabbrica di cioccolato Bombom è una delle più importanti attività economiche della città e lì vi lavorano molti abitanti e la notizia preoccuperà anche le quattro persone più potenti della città: Jezebel, la malvagia sorella di Ludovico, che in passato umiliò Ana e che sperpera tutto il denaro guadagnato dalla fabbrica per merci costose e pregiate; il secondo è Vivaldo, zio di Danilo e prefetto della città colluso con Jezebel; il terzo è il conte Klaus Von Burgo, il più importante banchiere della città, un uomo senza scrupoli e molto legato al denaro; il quarto è Terencio, il padre di Olga, un delegato corrotto che si avvale della sua posizione per emanare leggi assurde. Questi quattro faranno di tutto per convincere Ana a non spostare la fabbrica.
Ana e Danilo si rincontrano, ma rimangono separati. Danilo è ancora fidanzato con Olga a causa delle pressioni della sua famiglia, e pensa che Ana abbia sposato Ludovico solo per denaro. Invece Ana pensa che Danilo l'abbia abbandonata nel momento in cui aveva più bisogno di lui.
Ma non sanno che esiste ancora tra loro un amore reciproco.
Danilo fa una richiesta di matrimonio ad Ana, lei accetta, ma per vendicarsi di averla abbandonata, lo lascia all'altare facendolo diventare oggetto di scherno da parte di tutta la città. Allora Danilo decide di sposarsi con Olga, ma il giorno prima del matrimonio, Ana, rendendosi conto di amare Danilo, lo seduce, e così il giorno dopo Danilo lascia Olga all'altare rendendola oggetto di scherno davanti a tutta la città.
Intanto Barbara rivela ad Ana che Danilo con lo scherzo del liquido verde non c'entrava nulla e che in realtà ad organizzarlo era stata Olga.
Intanto Tonico, il figlio di Ana, diventa sempre più amico di Danilo, e poi sua madre le rivela che lui è il suo vero padre.
Olga inganna Danilo dicendogli di essere incinta di lui, ma lui scopre l'inganno subito dopo.
Jezebel con un documento falso in cui Ludovico dichiarava di lasciare la fabbrica a lei stessa, ruba la fabbrica ad Ana.
Ana, apre un negozio di cioccolatini prodotti artigianalmente e aiuta tutti quelli che sono stati licenziati dalla fabbrica. Dopo alcuni mesi, Ana, vendendo cioccolatini, riesce ad avere il denaro necessario per pagarsi un buon avvocato per dimostrare la falsità del documento.
Danilo diventa socio di una banca.
Celina si sposa con Guilherme, che vincendo le elezioni diventa il nuovo prefetto della città.
Ana e Danilo si sposano, e poco prima del matrimonio lei ha una visione in cui vede Ludovico che benedice la nuova famiglia che ha formato. Dopo il matrimonio, Ana scopre di essere incinta per la seconda volta.

## Cast
| Attore/Attrice             | Personaggio                                                      |
| -------------------------- | ---------------------------------------------------------------- |
| Mariana Ximenes            | Aninha (Ana Francisca Mariano da Silva Canto e Melo Albuquerque) |
| Murilo Benício             | Danilo Albuquerque                                               |
| Priscila Fantin            | Olga Gonçalves Lima Peixoto                                      |
| Elizabeth Savalla          | Jezebel Canto e Melo                                             |
| Tarcísio Filho             | Sebastian Von Burgo                                              |
| Drica Moraes               | Márcia Mariano da Silva                                          |
| Marcello Novaes            | Timóteo Mariano da Silva                                         |
| Fúlvio Stefanini           | Prefeito Vivaldo Albuquerque                                     |
| Cláudio Corrêa e Castro    | Conde Klaus Von Burgo                                            |
| Rodrigo Faro               | Dr. Guilherme Oliveira Fernandes                                 |
| Samara Felippo             | Celina Costa Andrade Fernandes                                   |
| Nívea Stelmann             | Graça (Maria da Graça Costa Andrade Fernandes)                   |
| Denise Del Vecchio         | Doña Mocinha Limeira da Silva                                    |
| Osmar Prado                | Margarido da Silva                                               |
| Laura Cardoso              | Carmem da Silva                                                  |
| Caco Ciocler               | Miguel Torres                                                    |
| Rosamaria Murtinho         | Margot Oliveira Fernandes                                        |
| Kayky Brito                | Bernadete (Bernardo Canto e Melo)                                |
| Carla Daniel               | Dália Silva                                                      |
| Guilherme Vieira           | Antônio "Tonico" da Silva Canto e Melo (Albuquerque)             |
| Rosane Gofman              | Roseli Castro Fritz                                              |
| Guilherme Piva             | Dr. Paulo Bentes                                                 |
| Ângelo Paes Leme           | Soldado José Rufino Peixoto                                      |
| Lília Cabral               | Bárbara Albuquerque                                              |
| Ary Fontoura               | Ludovico Canto e Melo                                            |
| Hilda Rebello              | Matilde                                                          |
| Ary França                 | Epaminondas Xavier                                               |
| Patrícia França            | Drª. Sofia Menezes                                               |
| Ernani Moraes              | Delegado Terêncio Lima                                           |
| Antônio Grassi             | Reginaldo Andrade                                                |
| Tânia Bondezan             | Marieta Gonçalves Lima                                           |
| Maria Maya                 | Liliane ("Lili") Campos Soares                                   |
| Alexandre Barillari        | Alberto Lares ("Beto")                                           |
| Juliana Alves              | Selma Cardoso de Almeida                                         |
| Victor Pecoraro            | Maurício Von Burgo                                               |
| Luiza Curvo                | Cássia Gonçalves Lima                                            |
| Mônica Carvalho            | Gigi                                                             |
| Marcela Barrozo            | Estelinha (Estela Albuquerque)                                   |
| Sabrina Rosa               | Vera Cardoso de Almeida                                          |
| Yeda Dantas                | Cândida Gomes                                                    |
| Mário Cardoso              | Delegado Almerindo Mendes                                        |
| Roberto Bomtempo           | Juvenal                                                          |
| Renato Rabello             | Padre Eurico Seriano                                             |
| Andréa Avancini            | Yvete                                                            |
| Roberto Frota              | Dr. Eusébio                                                      |
| Lucy Mafra                 | Venúsia                                                          |
| Lauro Góes                 | Leonardo Albuquerque (Padre de Danilo)                           |
| Lucinha Lins               | Elvira Albuquerque (Madre de Danilo)                             |
| Sérgio Fonta               | Lael                                                             |
| Sônia de Paula             | Dinorá                                                           |
| Marcelo Barros             | Araújo                                                           |
| Ricardo Martins            | Quincas (Joaquim)                                                |
| Keruse Bongiolo            | Camélia Duarte Rodrigues                                         |
| Samuel Mello               | Vinícius (Beleza)                                                |
| Viviane Porto              | Inácia                                                           |
| Gabriel Azevedo            | Fabrício                                                         |
| Luiz Antônio do Nascimento | Jóia                                                             |

## Trasmissione internazionale
- Brasile - Rede Globo (2003-2004)
- Argentina - Canal 13
- Bolivia - Bolivisión
- Colombia - RCN Televisión
- Costa Rica - Teletica
- Cuba - Cubavisión
- Ecuador - Ecuavisa
- Nicaragua - Televicentro
- Perù - ATV
- Portogallo - SIC
- Rep. Dominicana - Tele Antillas
- Uruguay - Teledoce
- Stati Uniti - Telemundo
- Venezuela - Televen